# Canudos
Canudos es un municipio brasileño del estado de Bahía. Está ubicado a una altitud de 402 metros. Su población estimada en 2004 era de 13 760 habitantes. Se encuentra situado dentro del Polígono das Secas en el Valle del río Vaza-Barris.

## Historia
Fue fundada a partir de una hacienda en 1893 por el predicador Antônio Conselheiro. 
La penuria en la zona llevó a una sublevación en 1896. La sublevación sobrevivió a tres embistes del ejército, pero sucumbió en el cuarto, en la Guerra de Canudos.

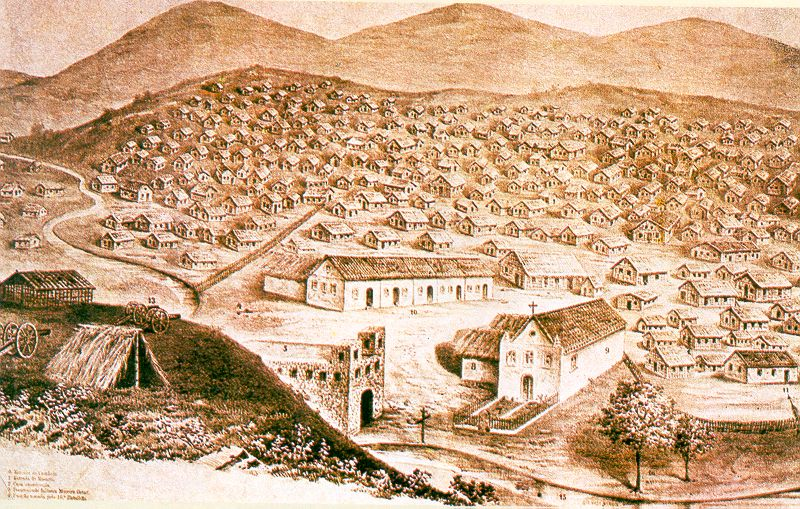
Canudos, circa 1895.

## Tamaño
Posee un  área de 3000,65 km².